# 国東広域農道
国東広域農道（くにさきこういきのうどう）は、大分県国東市（旧国見町）と杵築市とを結ぶ農道である。正式名称は国東地区広域営農団地農道。ツーリングコースとしても人気がある。愛称は「オレンジロード」。

## 概要
1971年（昭和45年）から15年をかけて1985年（昭和60年）に全線開通。総延長52.161kmと非常に長い距離を有する。

## 地理的風景
国東半島周辺で生産されるミカンの出荷のために設けられた農道であり、この農道の愛称であるオレンジロードの名の通りに周辺にはミカン畑が広がる。その国東半島の東寄りをこの農道が南北に貫く。起点は杵築市側の大分県道49号大田杵築線との分岐から始まり北へ向かう。国東半島の山間の中を通るため途中で木々に覆われた中を潜り抜けたりカーブや急坂がいくつか存在する。途中でいくつかの大分県道と交差する。
農道の西に当たる山側には国東半島県立自然公園や両子山があり、東に当たる海側にはパシフィックゴルフ&リゾート国東や瀬戸内海がある。ただし瀬戸内海を眺めることはできない。また国東市を経由するものの、瀬戸内海沿いに位置する国東市街地は通過しない。長い距離を経てこの農道は終点付近で国道213号や大分県道31号山香国見線と交差する。

## 交差する道路
- 国道213号
- 大分県道31号山香国見線
- 大分県道49号大田杵築線

## 周辺の観光地など
- 国東半島
- 瀬戸内海
- 国東半島県立自然公園
- 両子山
- パシフィックゴルフ&リゾート国東